# 사월이 가면
"사월이 가면"은 1967년 공개된 대한민국의 영화이다.

## 배역
- 문희
- 성훈
- 안은숙
- 김칠성
- 양훈
- 최삼
- 이빈화
- 추봉
- 김세라
- 조덕성